# Associazione Italiana per la Storia dell'Automobile
L'Associazione Italiana per la Storia dell'Automobile, più nota con l'acronimo AISA, è un sodalizio che raccoglie esperti e appassionati di storia del motorismo, con la finalità di divulgazione scientifica brillante di tale materia, nei campi industriale, tecnico e sportivo.
Fondata nel 1987 da un gruppo di personalità del mondo dell'automobile, ha sede presso il Museo nazionale dell'automobile di Torino. 
Il primo presidente è stato l'ing. Dante Giacosa. 
Tra i soci AISA, molti imprenditori, progettisti, tecnici, storici, giornalisti e piloti del settore motoristico, come Gianni Agnelli, Giacomo Agostini, Giulio Alfieri, Romano Artioli, Enrico Benzing, Arnaldo Bernacchini, Carlo Felice Bianchi Anderloni, Donatella Biffignandi, Griffith Borgeson, Giulio Borsari, Antonio Brivio, Giuseppe Busso, Gianni Cancellieri, Giulio Cesare Carcano, Nico Cereghini, Alessandro Colombo, Andrea Curami, Gianpaolo Dallara, Maria Teresa De Filippis, Francesco De Virgilio, Carlo Dusio, Augusto Farneti, Enzo Ferrari, Leonardo Fioravanti, Mauro Forghieri, Paul Frère, Nanni Galli, Roberto Gallina, Giorgetto Giugiaro, Pierugo Gobbato, Vittorio Gregotti, Giovanbattista Guidotti, Rudolf Hruska, Mario Lega, Carlo Leto di Priolo, Giovanni Lurani, Umberto Masetti, Alfredo Milani, Gino Munaron, Francesco Ogliari, Oscar Orefici, Adolfo Orsi, Nello Pagani, Giorgio Pianta, Sergio Pininfarina, Mario Poltronieri, Lorenzo Ramaciotti, Gino Rancati, Mike Robinson, Guido Rosani, Bruno Ruffo, Filippo Sapino, Roberto Segoni, Ercole Spada, Siegfried Stohr, Fabio Taglioni, Romolo Tavoni, Tom Tjaarda, Giorgio Valentini, Gino Valenzano, Elio Zagato.